# Henry-Russell Hitchcock
Henry-Russell Hitchcock (Boston, Massachusetts, 3 de junio de 1903-Nueva York, 19 de febrero de 1987) fue un historiador del arte estadounidense. Es célebre sobre todo por ser el padre del término «estilo internacional» aplicado a la arquitectura racionalista. 

## Trayectoria
Estudió en la Universidad de Harvard. Posteriormente fue profesor en diversas instituciones: Smith College, el Instituto de Bellas Artes de la Universidad de Nueva York, el Massachusetts Institute of Technology y las universidades Wesleyan, Yale, Harvard y Cambridge. Fue miembro de la Academia Estadounidense de las Artes y las Ciencias y ganador de la Beca Guggenheim y la Medalla Benjamin Franklin.
En 1932 comisarió junto al arquitecto Philip Johnson la exposición Modern Architecture - International Exhibition en el Museum of Modern Art (MoMA) de Nueva York, para la que además escribieron el libro The International Style: Architecture since 1922, que dio origen al término «Estilo internacional», también conocido como «Movimiento moderno». Pese a su ambigüedad, el término hizo fortuna y es el más empleado en el ámbito anglosajón para designar la fase más ortodoxa del racionalismo. Para Hitchcock y Johnson, el Estilo internacional englobaba las producciones más sintomáticas tanto del racionalismo como del neoplasticismo, caracterizadas por un lenguaje racional basado en la producción industrial. Estos autores se centraron más en los aspectos formales que unían las diversas manifestaciones de este movimiento que no en sus premisas teóricas e incluso utópicas. Señalaron como principales características de este estilo el rechazo al eclecticismo historicista, el empleo de materiales como el acero, el vidrio y el hormigón, el uso de la planta libre y la «concepción de la arquitectura como volumen más que como masa».
Hitchcock y Johnson escogieron las obras más representativas del nuevo estilo en Europa y Estados Unidos —con la única excepción fuera de estos continentes del edificio del laboratorio de electricidad del ministerio de Obras Públicas en Tokio, de Mamoru Yamada—. Los criterios de selección fueron básicamente estéticos, por lo que dejaron de lado los aspectos más programáticos de la nueva arquitectura, especialmente sus dimensiones social y económica, hecho por el que la propuesta de Hitchcock y Johnson fue criticada. Según los comisarios, las obras englobadas en la nueva corriente debían cumplir una serie de parámetros, como la ausencia de ornamentación, la composición en términos de volumen y no de masa, en la regularidad modular y no en la simetría axial. En cuanto a arquitectos, dejaban fuera la obra de los pioneros del movimiento, como Peter Behrens, Auguste Perret, Adolf Loos, Antonio Sant'Elia y Frank Lloyd Wright, y establecían como paradigmas del nuevo movimiento a Le Corbusier, Walter Gropius, Ludwig Mies van der Rohe, Jacobus Johannes Pieter Oud, Gerrit Rietveld y Richard Neutra.
En el libro The International Style: Architecture since 1922 analizaron la obra de setenta y dos arquitectos de quince países, con la premisa de que representaban un nuevo estilo arquitectónico de corte internacional. En el prólogo, el director del MoMA, Alfred Barr, apuntaba que los autores habían demostrado que «en la actualidad hay un estilo moderno tan original, consistente, lógico e internacional como cualquier otro del pasado».
Hitchcock había realizado su primer aporte sobre el Estilo internacional en un artículo en la revista Hound and Horn en 1928, al que siguió el libro Modern Architecture, Romanticism and Reintegration (1929), donde afirmaba que el nuevo estilo era «una rama distinta de la arquitectura moderna influida por la pintura cubista y neoplasticista». Pero su obra más relevante fue The International Style: Architecture since 1922. En ella establecieron los parámetros definitorios del movimiento, señalando que:

Hoy ha nacido ya un estilo moderno... Este estilo contemporáneo, que existe en todo el mundo, es unitario e inclusivo... El concepto de estilo como marco de desarrollo potencial ha surgido a partir del reconocimiento de unos principios subyacentes... Al enunciar los principios generales del estilo contemporáneo, igual que al analizar su origen estructural y su modificación debida a la función, es difícil evitar una cierta apariencia de dogmatismo. En contra de quienes afirman que un nuevo estilo arquitectónico es algo imposible o indeseable, es necesario insistir en la coherencia de los resultados obtenidos dentro del espectro de posibilidades hasta ahora exploradas. Y es que el Estilo internacional ya existe en el momento presente; no es simplemente algo que el futuro quizá nos depare. La arquitectura siempre es un conjunto de monumentos reales, no un cuerpo teórico impreciso.

El libro sobre la exposición contiene un breve texto y abundantes ilustraciones. Fue escrito enteramente por Hitchcock, ya que la participación de Johnson consistió solo en su corrección. En 1951, Hitchcock hizo el siguiente análisis retrospectivo de los parámetros utilizados para la exposición:

Demasiado escasos en número y demasiado estrechos, diría yo en 1951 que son los principios que con tanta firmeza enunciamos en 1932. Hoy añadiría un tercer principio: la articulación de la estructura y omitiría la referencia a la decoración, que constituye una cuestión estética más que formal. El concepto de regularidad resulta demasiado negativo para explicar el mejor diseño contemporáneo, aunque no consigo encontrar una frase que explique de manera global las cualidades más positivas del diseño moderno.

## Obras
- Modern Architecture: Romanticism and Reintegration, Nueva York, 1929
- The International Style: Architecture since 1922, con Philip Johnson, Nueva York, 1932
- The Architecture of H. H. Richardson and His Times, Nueva York, 1936
- Modern Architecture in England, Nueva York, 1937
- In the Nature of Materials, 1887-1941: The Buildings of Frank Lloyd Wright, Nueva York, 1942
- Built in USA: Post-war Architecture, Nueva York, 1952
- Early Victorian architecture in Britain, New Haven, 1954
- Boston Architecture, 1637-1954; including Other Communities within Easy Driving Distance, Nueva York, 1954
- Latin American Architecture since 1945, Nueva York, 1955
- Architecture: Nineteenth and Twentieth Centuries, Baltimore, 1958
- American Architectural Books: A List of Books, Portfolios, and Pamphlets on Architecture and Related Subjects published in America before 1895, Minneapolis, 1962
- Rococo Architecture in Southern Germany, Londres, 1968
- The Rise of an American Architecture, Nueva York, 1970
- Temples of Democracy: The State Capitols of the U.S.A., Nueva York, 1976
- German Renaissance Architecture, Princeton, 1981